# Маркас Бенета
Маркас Бенета (лит. Markas Beneta; нар. 8 липня 1993, Клайпеда) — литовський футболіст, захисник клубу «Судува» і національної збірної Литви.

## Клубна кар'єра
У дорослому футболі дебютував 2011 року виступами за команду клубу «Клайпеда», в якій того року взяв участь у 5 матчах чемпіонату. 
Наступного року став гравцем клубу «Жальгіріс», проте вже того ж року перейшов до «Атлантаса». Відіграв за цей клуб з Клайпеди наступні шість сезонів своєї ігрової кар'єри. Більшість часу, проведеного у складі «Атлантаса», був основним гравцем захисту команди.
2018 року уклав контракт з клубом «Кауно Жальгіріс». Надалі захищав кольори естонського клубу «Транс» (Нарва), польського «Заглемб'є» та литовську «Судуву».
4 січня 2023 року Маркас перейшов до команди «Паневежис».
24 січня 2025 року повернувся до клубу «Судува».

## Виступи за збірні
2011 року дебютував у складі юнацької збірної Литви, взяв участь у 6 іграх на юнацькому рівні.
Протягом 2012–2014 років залучався до складу молодіжної збірної Литви. На молодіжному рівні зіграв у 15 офіційних матчах.
2016 року дебютував в офіційних матчах у складі національної збірної Литви.

## Титули і досягнення
- Срібний призер Чемпіонату Литви: 2013, 2021
- Фіналіст Кубка Литви: 2014/15
- Володар Кубка Естонії: 2018/19[3]
- Володар Суперкубка Литви: 2022,[3] 2024[3]
- Чемпіон Литви: 2023[3]